# Sanuki, Kagawa
Sanuki (さぬき市 Sanuki-shi) là một thành phố thuộc tỉnh Kagawa, Nhật Bản.